# Список призерів чемпіонатів України з легкої атлетики серед жінок (стадіонні бігові дисципліни)
Цей список включає призерів чемпіонатів України з легкої атлетики в жіночих бігових дисциплінах на стадіоні за всі роки їх проведення.

## Спринтерський біг

### 100 метрів
| Чемпіонат | Золото                                     | Срібло                                  | Бронза                                         |
| --------- | ------------------------------------------ | --------------------------------------- | ---------------------------------------------- |
| 1992      | Анжеліка Шевчук Донецька область           | Ірина Слюсар Дніпропетровська область   | Анжела Кравченко Донецька область              |
| 1993      | Анжела Кравченко Донецька область          |                                         |                                                |
| 1994      | Жанна Тарнопольська (Пінтусевич-Блок) Київ |                                         | Анжела Кравченко Донецька область              |
| 1995      | Жанна Тарнопольська (Пінтусевич-Блок) Київ |                                         | Оксана Левенець Дніпропетровська область       |
| 1996      | Ірина Пуха Київська область                |                                         |                                                |
| 1997      | Анжела Кравченко Донецька область          | Ірина Пуха Житомирська область          | Оксана Гуськова Харківська область             |
| 1998      | Анжела Кравченко Донецька область          | Ірина Пуха Київська область             | Тетяна Лук'яненко (Боненко) Донецька область   |
| 1999      | Анжела Кравченко Донецька область          | Тетяна Ткаліч Харківська область        | Оксана Гуськова Харківська область             |
| 2000      | Анжела Кравченко Донецька область          | Оксана Гуськова Харківська область      | Олена Пастушенко Харківська область            |
| 2001      | Анжела Кравченко Донецька область          | Ірина Кожемякіна Харківська область     | Олена Пастушенко Харківська область            |
| 2002      | Анжела Кравченко Донецька область          | Олена Пастушенко Харківська область     | Ірина Кожемякіна Харківська область            |
| 2003      | Олена Пастушенко Харківська область        | Анжела Кравченко Донецька область       | Тетяна Ткаліч Харківська область               |
| 2004      | Ірина Кожемякіна Харківська область        | Тетяна Ткаліч Харківська область        | Оксана Кайдаш Харківська область               |
| 2005      | Ірина Штангеєва Донецька область           | Ірина Шепетюк Івано-Франківська область | Олена Синявіна (Пастушенко) Харківська область |
| 2006      | Наталя Погребняк Харківська область        | Ірина Шепетюк Івано-Франківська область | Галина Тонковид Харківська область             |
| 2007      | Ірина Штангеєва Донецька область           | Марина Майданова Харківська область     | Ірина Шепетюк Івано-Франківська область        |
| 2008      | Наталя Погребняк Харківська область        | Ірина Шепетюк Івано-Франківська область | Олена Чебану Харківська область                |
| 2009      | Наталя Погребняк Харківська область        | Марія Рємєнь Запорізька область         | Олена Чебану Харківська область                |
| 2010      | Олеся Повх Запорізька область              | Марія Рємєнь Запорізька область         | Наталя Погребняк Харківська область            |
| 2011      | Дар'я Піжанкова Харківська область         | Вікторія Кащеєва Сумська область        | Олена Чебану Харківська область                |
| 2012      | Олеся Повх Запорізька область              | Наталя Погребняк Харківська область     | Марія Шмідова Донецька область                 |
| 2013      | Наталя Погребняк Харківська область        | Ірина Васьків Львівська область         | Наталія Строгова Луганська область             |
| 2014      | Наталя Погребняк Харківська область        | Олеся Повх Запорізька область           | Ксенія Карандюк Київська область               |
| 2015      | Наталя Погребняк Харківська область        | Олеся Повх Запорізька область           | Наталія Строгова Луганська область             |
| 2016      | Наталя Погребняк Харківська область        | Олеся Повх Запорізька область           | Марія Рємєнь Запорізька область                |
| 2017      | Олеся Повх Запорізька область              | Анна Плотіцина Київська область         | Аліна Калістратова Харківська область          |
| 2018      | Христина Стуй Київ                         | Аліна Калістратова Харківська область   | Анна Плотіцина Київська область                |
| 2019      | Вікторія Ратнікова Запорізька область      | Єва Подгородецька Харківська область    | Марія Мокрова Київ                             |
| 2020      | Яна Качур Київ                             | Тетяна Мельник Київ                     | Ганна Чубковцова Київ                          |
| 2021      | Вікторія Ратнікова Запорізька область      | Єва Подгородецька Харківська область    | Ганна Чубковцова Київ                          |
| 2022      | Яна Качур Київ                             | Діана Гончаренко Сумська область        | Анастасія Осокіна Дніпропетровська область     |
| 2023      | Діана Гончаренко Сумська область           | Марія Буряк Київ                        | Олена Радюк-Кючук Сумська область              |
| 2024      | Діана Гончаренко Сумська область           | Аліна Кишкіна Дніпропетровська область  | Анісія Лочман Київ                             |
| 2025      | Діана Гончаренко Сумська область           | Наталія Юрчук Рівненська область        | Даниїла Хаван Закарпатська область             |

### 200 метрів
| Чемпіонат | Золото                                          | Срібло                                  | Бронза                                        |
| --------- | ----------------------------------------------- | --------------------------------------- | --------------------------------------------- |
| 1992      | Олена Насонкіна Харківська область              | Інесса Грицай АР Крим                   | Людмила Савченко Харківська область           |
| 1993      | Ірина Слюсар Дніпропетровська область           | Анжела Балахонова Тернопільська область | Тетяна Мовчан Київська область                |
| 1994      | Вікторія Фоменко Харківська область             |                                         |                                               |
| 1995      | Вікторія Фоменко Харківська область             | Тетяна Ткаліч Дніпропетровська область  | Людмила Антонова Донецька область             |
| 1996      | Вікторія Фоменко Харківська область             | Тетяна Ткаліч Дніпропетровська область  |                                               |
| 1997      | Анжела Кравченко Донецька область               | Вікторія Фоменко Харківська область     | Наталія Мауріна Харківська область            |
| 1998      | Тетяна Лук'яненко Донецька область              | Анжела Кравченко Донецька область       | Тетяна Ткаліч Харківська область              |
| 1999      | Тетяна Ткаліч Харківська область                | Анжела Кравченко Донецька область       | Ольга Міщенко Донецька область                |
| 2000      | Олена Пастушенко Харківська область             | Анжела Кравченко Донецька область       | Тетяна Боненко Донецька область               |
| 2001      | Тетяна Ткаліч Харківська область                | Тетяна Боненко Донецька область         | Олена Пастушенко Харківська область           |
| 2002      | Анжела Кравченко Донецька область               | Тетяна Ткаліч Харківська область        | Марина Майданова Харківська область           |
| 2003      | Марина Майданова Харківська область             | Тетяна Боненко Донецька область         | Наталія Лебедюк Львівська область             |
| 2004      | Марина Майданова Харківська область             | Анжела Кравченко Донецька область       | Ірина Штангеєва Донецька область              |
| 2005      | Марина Міндарева (Майданова) Харківська область | Ірина Штангеєва Донецька область        | Олена Чебану Харківська область               |
| 2006      | Олена Чебану Харківська область                 | Галина Тонковид Харківська область      | Ірина Штангеєва Донецька область              |
| 2007      | Ірина Штангеєва Донецька область                | Галина Тонковид Харківська область      | Єлизавета Бризгіна Луганська область          |
| 2008      | Наталія Пигида Київська область                 | Ірина Штангеєва Донецька область        | Олена Чебану Харківська область               |
| 2009      | Марія Рємєнь Запорізька область                 | Ольга Андрєєва Харківська область       | Олена Чебану Харківська область               |
| 2010      | Марія Рємєнь Запорізька область                 | Маргарита Шевчук Донецька область       | Ольга Андрєєва Харківська область             |
| 2011      | Христина Стуй Івано-Франківська область         | Єлизавета Бризгіна Луганська область    | Вікторія Кащеєва Сумська область              |
| 2012      | Єлизавета Бризгіна Луганська область            | Вікторія Кащеєва Сумська область        | Христина Стуй Івано-Франківська область       |
| 2013      | Єлизавета Бризгіна Київ                         | Христина Стуй Київ                      | Вікторія П'ятаченко (Кащеєва) Сумська область |
| 2014      | Наталя Погребняк Харківська область             | Наталія Строгова Луганська область      | Ксенія Карандюк Київська область              |
| 2015      | Наталя Погребняк Харківська область             | Наталія Строгова Луганська область      | Христина Стуй Київ                            |
| 2016      | Наталя Погребняк Харківська область             | Єлизавета Бризгіна Луганська область    | Марія Рємєнь Запорізька область               |
| 2017      | Аліна Калістратова Харківська область           | Яна Качур Київ                          | Єлизавета Бризгіна Луганська область          |
| 2018      | Аліна Калістратова Харківська область           | Тетяна Мельник Київ                     | Єлизавета Бризгіна Луганська область          |
| 2019      | Тетяна Кайсен Дніпропетровська область          | Єлизавета Бризгіна Луганська область    | Ганна Чубковцова Київ                         |
| 2020      | Тетяна Мельник Київ                             | Ганна Чубковцова Київ                   | Тетяна Кайсен Дніпропетровська область        |
| 2021      | Наталія Юрчук Київ                              | Вікторія Ратнікова Запорізька область   | Олена Радюк-Кючук Донецька область            |
| 2022      | Тетяна Мельник Київ                             | Тетяна Кайсен Дніпропетровська область  | Тетяна Харащук Івано-Франківська область      |
| 2023      | Тетяна Кайсен Дніпропетровська область          | Вікторія Ткачук Донецька область        | Олена Радюк-Кючук Сумська область             |
| 2024      | Тетяна Кайсен Дніпропетровська область          | Даниїла Хаван Закарпатська область      | Тетяна Стецкова Чернігівська область          |
| 2025      | Тетяна Кайсен Дніпропетровська область          | Даниїла Хаван Закарпатська область      | Марія Черкас Вінницька область                |

### 400 метрів
| Чемпіонат | Золото                                 | Срібло                                      | Бронза                                         |
| --------- | -------------------------------------- | ------------------------------------------- | ---------------------------------------------- |
| 1992      | Олена Насонкіна Харківська область     | Інесса Грицай АР Крим                       | Лариса Главенко Молдова                        |
| 1993      | Олена Насонкіна Харківська область     | Ольга Лисакова (Міщенко) Донецька область   | Олена Щербань (Рурак) Дніпропетровська область |
| 1994      | Людмила Кощей Рівненська область       | Олена Насонкіна Харківська область          | Яна Мануйлова Луганська область                |
| 1995      | Олена Рурак Дніпропетровська область   | Тетяна Мовчан Київська область              |                                                |
| 1996      | Ольга Мороз Київська область           | Яна Мануйлова Київ                          |                                                |
| 1997      | Тетяна Мовчан Київська область         | Яна Мануйлова Луганська область             | Галина Місірук Запорізька область              |
| 1998      | Олена Рурак Дніпропетровська область   | Тетяна Мовчан Київська область              | Ольга Міщенко Донецька область                 |
| 1999      | Галина Місірук Запорізька область      | Олена Рурак Запорізька область              | Ольга Міщенко Донецька область                 |
| 2000      | Олена Рурак Запорізька область         | Тетяна Мовчан Київська область              | Ольга Міщенко Донецька область                 |
| 2001      | Ольга Міщенко Рівненська область       | Тетяна Мовчан Київська область              | Наталія Журавльова Миколаївська область        |
| 2002      | Антоніна Єфремова Донецька область     | Тетяна Мовчан Київ                          | Ольга Міщенко Рівненська область               |
| 2003      | Антоніна Єфремова Донецька область     | Ольга Міщенко Рівненська область            | Наталія Пигида Київська область                |
| 2004      | Антоніна Єфремова Донецька область     | Наталія Пигида Київська область             | Оксана Ілюшкіна Миколаївська область           |
| 2005      | Антоніна Єфремова Донецька область     | Наталія Пигида Київська область             | Лілія Лобанова Київ                            |
| 2006      | Оксана Щербак Полтавська область       | Наталія Пигида Київська область             | Оксана Ілюшкіна Миколаївська область           |
| 2007      | Оксана Щербак Полтавська область       | Ольга Завгородня Чернігівська область       | Наталія Пигида Київська область                |
| 2008      | Оксана Щербак Полтавська область       | Антоніна Єфремова Донецька область          | Юлія Ірхіна Харківська область                 |
| 2009      | Антоніна Єфремова Донецька область     | Юлія Олішевська Черкаська область           | Ольга Завгородня Чернігівська область          |
| 2010      | Дарина Приступа Донецька область       | Ксенія Карандюк Київська область            | Катерина Балясникова Київська область          |
| 2011      | Юлія Олішевська Черкаська область      | Ольга Михайличенко Чернівецька область      | Ірина Муравйова Київ                           |
| 2012      | Аліна Логвиненко Донецька область      | Наталія Пигида Київська область             | Юлія Олішевська Черкаська область              |
| 2013      | Наталія Пигида Київська область        | Аліна Логвиненко Донецька область           | Ольга Ляхова Полтавська область                |
| 2014      | Христина Стуй Київ                     | Наталія Пигида Київська область             | Анна Рижикова Дніпропетровська область         |
| 2015      | Наталія Пигида Київ                    | Юлія Олішевська Житомирська область         | Ольга Бібік Київ                               |
| 2016      | Ольга Бібік Київ                       | Юлія Олішевська Житомирська область         | Ольга Земляк Київ                              |
| 2017      | Ольга Земляк Рівненська область        | Катерина Климюк (Карпюк) Рівненська область | Тетяна Мельник Київ                            |
| 2018      | Тетяна Мельник Київ                    | Анна Рижикова Київ                          | Анастасія Бризгіна Запорізька область          |
| 2019      | Анна Рижикова Дніпропетровська область | Тетяна Мельник Київ                         | Катерина Климюк (Карпюк) Запорізька область    |
| 2020      | Анна Рижикова Дніпропетровська область | Катерина Климюк (Карпюк) Запорізька область | Аліна Логвиненко Донецька область              |
| 2021      | Анна Рижикова Дніпропетровська область | Катерина Климюк (Карпюк) Запорізька область | Аліна Логвиненко Донецька область              |
| 2022      | Катерина Карпюк Запорізька область     | Тетяна Мельник Київ                         | Тетяна Харащук Івано-Франківська область       |
| 2023      | Катерина Карпюк Запорізька область     | Тетяна Мельник Київ                         | Тетяна Харащук Івано-Франківська область       |
| 2024      | Мар'яна Шостак Львівська область       | Тетяна Мельник Київ                         | Катерина Карпюк Запорізька область             |
| 2025      | Мар'яна Шостак Львівська область       | Тетяна Харащук Івано-Франківська область    | Наталія Лупу Київ                              |

## Біг на середні дистанції

### 800 метрів
| Чемпіонат | Золото                                           | Срібло                                           | Бронза                                         |
| --------- | ------------------------------------------------ | ------------------------------------------------ | ---------------------------------------------- |
| 1992      | Олена Сторчова Київ                              | Олена Завадська Донецька область                 | Алла Ковпак Миколаївська область               |
| 1993      | Олена Завадська Донецька область                 | Алла Ковпак Миколаївська область                 |                                                |
| 1994      | Олена Завадська Донецька область                 |                                                  | Інна Євсєєва Житомирська область               |
| 1995      | Інна Євсєєва Житомирська область                 | Олена Завадська Донецька область                 | Світлана Мирошник Харківська область           |
| 1996      | Людмила Кощей Рівненська область                 |                                                  |                                                |
| 1997      | Оксана Кочеткова (Ілюшкіна) Миколаївська область | Юлія Голобородько Донецька область               | Світлана Твердохліб Дніпропетровська область   |
| 1998      | Олена Буженко Харківська область                 | Оксана Кочеткова (Ілюшкіна) Миколаївська область | Світлана Твердохліб Дніпропетровська область   |
| 1999      | Ірина Ліщинська Донецька область                 | Світлана Твердохліб Дніпропетровська область     | Юлія Кумпан Запорізька область                 |
| 2000      | Олена Буженко Харківська область                 | Галина Місірук Запорізька область                | Юлія Гуртовенко (Кревсун) Донецька область     |
| 2001      | Галина Місірук Запорізька область                | Юлія Гуртовенко (Кревсун) Донецька область       | Тамара Волкова (Твердоступ) Харківська область |
| 2002      | Юлія Гуртовенко (Кревсун) Донецька область       | Юлія Кумпан Запорізька область                   | Оксана Ілюшкіна Миколаївська область           |
| 2003      | Тамара Твердоступ Харківська область             | Юлія Кревсун Харківська область                  | Тетяна Петлюк Київ                             |
| 2004      | Тетяна Петлюк Київ                               | Тамара Твердоступ Харківська область             | Юлія Кревсун Донецька область                  |
| 2005      | Неля Непорадна Івано-Франківська область         | Тамара Твердоступ Харківська область             | Тетяна Петлюк Київ                             |
| 2006      | Наталія Тобіас Донецька область                  | Юлія Кревсун Донецька область                    | Наталія Лупу Чернівецька область               |
| 2007      | Юлія Кревсун Донецька область                    | Анна Міщенко Харківська область                  | Зоя Нестеренко-Гладун Вінницька область        |
| 2008      | Тетяна Петлюк Київ                               | Юлія Кревсун Донецька область                    | Наталія Лупу Чернівецька область               |
| 2009      | Тетяна Петлюк Київ                               | Ольга Завгородня Чернігівська область            | Анжеліка Шевченко Луганська область            |
| 2010      | Юлія Кревсун Донецька область                    | Ольга Завгородня Чернігівська область            | Ольга Бібік Чернігівська область               |
| 2011      | Юлія Кревсун Донецька область                    | Ольга Завгородня Чернігівська область            | Наталія Лупу Чернівецька область               |
| 2012      | Наталія Лупу Чернівецька область                 | Юлія Кревсун Донецька область                    | Олена Жушман Дніпропетровська область          |
| 2013      | Лілія Лобанова Донецька область                  | Людмила Потапенко Донецька область               | Ксенія Савіна АР Крим                          |
| 2014      | Олена Сідорська Донецька область                 | Анастасія Ткачук Запорізька область              | Олеся Келемен (Дідоводюк) Закарпатська область |
| 2015      | Наталія Лупу Чернівецька область                 | Анастасія Ткачук Запорізька область              | Ольга Ляхова Полтавська область                |
| 2016      | Наталія Прищепа Рівненська область               | Наталія Лупу Чернівецька область                 | Ольга Ляхова Полтавська область                |
| 2017      | Анастасія Ткачук Запорізька область              | Лілія Лобанова Донецька область                  | Тетяна Петлюк Київ                             |
| 2018      | Наталія Прищепа Рівненська область               | Орися Дем'янюк Львівська область                 | Тетяна Петлюк Київ                             |
| 2019      | Вікторія Ніколенко Черкаська область             | Анастасія Рємєнь Запорізька область              | Юлія Чехівська Вінницька область               |
| 2020      | Ольга Ляхова Полтавська область                  | Світлана Жульжик Рівненська область              | Дар'я Вдовиченко Київська область              |
| 2021      | Світлана Жульжик Рівненська область              | Анастасія Рємєнь Запорізька область              | Тетяна Петлюк Київ                             |
| 2022      | Ольга Ляхова Полтавська область                  | Дар'я Вдовиченко Київська область                | Оксана Долинчук Донецька область               |
| 2023      | Наталія Кроль Рівненська область                 | Ольга Ляхова Полтавська область                  | Світлана Жульжик Рівненська область            |
| 2024      | Ольга Ляхова Полтавська область                  | Наталія Кроль Рівненська область                 | Світлана Жульжик Рівненська область            |
| 2025      | Юлія Гавриляк Львівська область                  | Аліна Корсунська Київська область                | Оксана Долинчук Донецька область               |

### 1500 метрів
| Чемпіонат | Золото                                     | Срібло                                   | Бронза                                      |
| --------- | ------------------------------------------ | ---------------------------------------- | ------------------------------------------- |
| 1992      | Тетяна Позднякова Вінницька область        | Людмила Коломієць Закарпатська область   | Зоя Казновська Запорізька область           |
| 1993      |                                            |                                          | Тетяна Позднякова Вінницька область         |
| 1994      | Олена Сторчова Київ                        |                                          | Олена Городничева Запорізька область        |
| 1995      | Світлана Мирошник Харківська область       | Тетяна Біловол Одеська область           | Тамара Коба Дніпропетровська область        |
| 1996      | Світлана Мирошник Харківська область       | Тетяна Біловол Одеська область           |                                             |
| 1997      | Тетяна Біловол Одеська область             | Світлана Мирошник Харківська область     | Олена Городничева Запорізька область        |
| 1998      | Олена Городничева Запорізька область       | Наталія Іванова Харківська область       | Наталія Сидоренко (Тобіас) Донецька область |
| 1999      | Олена Городничева Запорізька область       | Ольга Нелюбова Запорізька область        | Тетяна Кривобок Донецька область            |
| 2000      | Тетяна Кривобок Донецька область           | Тетяна Біловол Одеська область           | Наталія Сидоренко (Тобіас) Донецька область |
| 2001      | Ірина Ліщинська Донецька область           | Тетяна Кривобок Донецька область         | Наталія Сидоренко (Тобіас) Донецька область |
| 2002      | Ірина Ліщинська Донецька область           | Оксана Мельцаєва Донецька область        | Наталія Сидоренко (Тобіас) Донецька область |
| 2003      | Ірина Ліщинська Донецька область           | Наталія Тобіас Донецька область          | Неля Непорадна Івано-Франківська область    |
| 2004      | Ірина Ліщинська Донецька область           | Неля Непорадна Івано-Франківська область | Наталія Тобіас Донецька область             |
| 2005      | Тетяна Кривобок Донецька область           | Тетяна Головченко Сумська область        | Анна Міщенко Харківська область             |
| 2006      | Тетяна Головченко Сумська область          | Анна Міщенко Харківська область          | Тетяна Кривобок Донецька область            |
| 2007      | Ірина Ліщинська Донецька область           | Тетяна Головченко Сумська область        | Анна Міщенко Харківська область             |
| 2008      | Ірина Ліщинська Донецька область           | Наталія Тобіас Донецька область          | Анна Міщенко Харківська область             |
| 2009      | Тетяна Петлюк Київ                         | Анна Міщенко Харківська область          | Тамара Твердоступ Харківська область        |
| 2010      | Анна Міщенко Харківська область            | Тамара Твердоступ Харківська область     | Ольга Єкименко Донецька область             |
| 2011      | Світлана Шмідт Донецька область            | Марія Шаталова АР Крим                   | Тамара Полупан Дніпропетровська область     |
| 2012      | Наталія Батрак Харківська область          | Діана Киричук Миколаївська область       | Юлія Кутах Донецька область                 |
| 2013      | Наталія Прищепа (Кроль) Рівненська область | Марія Шаталова АР Крим                   | Валентина Жудіна Одеська область            |
| 2014      | Наталія Прищепа (Кроль) Рівненська область | Тамара Твердоступ Харківська область     | Юлія Кутах Донецька область                 |
| 2015      | Тамара Твердоступ Полтавська область       | Наталія Тобіас Донецька область          | Ірина Бубняк Львівська область              |
| 2016      | Наталія Прищепа (Кроль) Рівненська область | Олена Сідорська Донецька область         | Олена Жушман Запорізька область             |
| 2017      | Олена Жушман Дніпропетровська область      | Олена Сідорська Донецька область         | Марія Шаталова Житомирська область          |
| 2018      | Наталія Прищепа (Кроль) Рівненська область | Орися Дем'янюк Львівська область         | Ірина Бубняк Київ                           |
| 2019      | Анна Міщенко Харківська область            | Орися Дем'янюк Львівська область         | Анастасія Рємєнь Запорізька область         |
| 2020      | Орися Дем'янюк Львівська область           | Анна Міщенко Харківська область          | Вікторія Ковба Київ                         |
| 2021      | Орися Дем'янюк Львівська область           | Анна Міщенко Харківська область          | Анастасія Прокудіна Херсонська область      |
| 2022      | Наталія Кроль Рівненська область           | Анна Міщенко Харківська область          | Тетяна Чорновол Київська область            |
| 2023      | Уляна Рачинська Львівська область          | Вікторія Ковба Київ                      | Тетяна Чорновол Київська область            |
| 2024      | Тетяна Чорновол Київська область           | Анжеліка Бондар Київ                     | Анна Шустова Київ                           |
| 2025      | Наталія Кроль Рівненська область           | Тетяна Чорновол Київська область         | Вікторія Шкурко Київська область            |

### 3000 метрів
| Чемпіонат  | Золото                               | Срібло                              | Бронза                               |
| ---------- | ------------------------------------ | ----------------------------------- | ------------------------------------ |
| 1992       | Світлана Мірошник Харківська область | Тетяна Позднякова Вінницька область | Тамара Коба Дніпропетровська область |
| 1993       | Зоя Казновська Запорізька область    | Тетяна Позднякова Вінницька область | Віра Рагуліна Запорізька область     |
| 1994       | Тетяна Біловол Одеська область       | Наталія Воробйова АР Крим           | Ілона Барванова АР Крим              |
| 1995-2013  | чемпіонки не визначались             |                                     |                                      |
| 2014       | Юлія Кутах Донецька область          | Наталія Тобіас Донецька область     | Юлія Шматенко Херсонська область     |
| після 2014 | чемпіонки не визначались             |                                     |                                      |

### 2000 метрів з перешкодами
| Чемпіонат | Золото                                     | Срібло                                     | Бронза                                  |
| --------- | ------------------------------------------ | ------------------------------------------ | --------------------------------------- |
| 1992      | Світлана Легкодух Запорізька область       | Людмила Пушкіна Херсонська область         | Анжеліка Аверкова АР Крим               |
| 1993      |                                            |                                            |                                         |
| 1994      | Ольга Козел Запорізька область             | Віра Рагуліна Запорізька область           | Наталія Постернак Донецька область      |
| 1995      | Ольга Козел Запорізька область             | Тетяна Бабік (Гладир) Миколаївська область | Ольга Стефанішина Тернопільська область |
| 1996      | Тетяна Бабік (Гладир) Миколаївська область | Світлана Курбакова Київ                    | Олена Рожко Харківська область          |
| 1997      | Анжеліка Аверкова АР Крим                  | Олена Самко Донецька область               | Варвара Шесток АР Крим                  |
| 1998      | Тетяна Гладир Миколаївська область         | Анжеліка Аверкова АР Крим                  | Варвара Шесток АР Крим                  |
| 1999      | чемпіонки не визначались                   |                                            |                                         |

### 3000 метрів з перешкодами
| Чемпіонат | Золото                                           | Срібло                                           | Бронза                                           |
| --------- | ------------------------------------------------ | ------------------------------------------------ | ------------------------------------------------ |
| 1992-1999 | чемпіонки не визначались                         |                                                  |                                                  |
| 2000      | Анжеліка Аверкова АР Крим                        | Варвара Шесток АР Крим                           | Тетяна Гладир Миколаївська область               |
| 2001      | Анжеліка Аверкова АР Крим                        | Варвара Шесток АР Крим                           | Юлія Ігнатова Миколаївська область               |
| 2002      | Анжеліка Аверкова АР Крим                        | Юлія Ігнатова Миколаївська область               | Валентина Горпинич (Жудіна) Миколаївська область |
| 2003      | Валентина Горпинич (Жудіна) Миколаївська область | Анжеліка Аверкова АР Крим                        | Валерія Мара АР Крим                             |
| 2004      | Валерія Мара АР Крим                             | Олена Шурхно Донецька область                    | Оксана Ілютчик Херсонська область                |
| 2005      | Валентина Горпинич (Жудіна) Одеська область      | Валерія Мара АР Крим                             | Юлія Ігнатова Миколаївська область               |
| 2006      | Юлія Ігнатова Миколаївська область               | Валентина Горпинич (Жудіна) Одеська область      | Наталія Ковтун Донецька область                  |
| 2007      | Наталія Тобіас Донецька область                  | Валентина Горпинич (Жудіна) Одеська область      | Юлія Ігнатова Миколаївська область               |
| 2008      | Валентина Горпинич (Жудіна) Одеська область      | Валерія Мара АР Крим                             | Оксана Ілютчик Херсонська область                |
| 2009      | Валерія Мара АР Крим                             | Оксана Ілютчик Херсонська область                | Анна Пєшкова Дніпропетровська область            |
| 2010      | Валерія Мара АР Крим                             | Марія Шаталова АР Крим                           | Юлія Кухар Львівська область                     |
| 2011      | Світлана Шмідт Донецька область                  | Валерія Мара АР Крим                             | Валентина Жудіна Одеська область                 |
| 2012      | Валентина Жудіна Одеська область                 | Марія Шаталова АР Крим                           | Валерія Мара АР Крим                             |
| 2013      | Валерія Мара АР Крим                             | Валентина Кілярська Миколаївська область         | Оксана Райта Львівська область                   |
| 2014      | Марія Шаталова АР Крим                           | Валентина Кілярська Миколаївська область         | Ганна Печко Дніпропетровська область             |
| 2015      | Марія Шаталова Житомирська область               | Наталія Солтан (Стребкова) Тернопільська область | Оксана Райта Львівська область                   |
| 2016      | Марія Шаталова Житомирська область               | Наталія Стребкова Тернопільська область          | Оксана Райта Львівська область                   |
| 2017      | Оксана Райта Львівська область                   | Вікторія Федчик Рівненська область               | Марія Ващенко Чернігівська область               |
| 2018      | Наталія Стребкова Тернопільська область          | Вікторія Федчик Рівненська область               | Ірина Племянник Львівська область                |
| 2019      | Марія Шаталова Житомирська область               | Ганна Жмурко Чернігівська область                | Ярослава Ястреб Київська область                 |
| 2020      | Наталія Стребкова Тернопільська область          | Ганна Жмурко Чернігівська область                | Вікторія Федчик Рівненська область               |
| 2021      | Наталія Стребкова Тернопільська область          | Вікторія Дуткевич Львівська область              | Ганна Жмурко Чернігівська область                |
| 2022      | Наталія Стребкова Тернопільська область          | Тетяна Когут Тернопільська область               | Вікторія Дуткевич Львівська область              |
| 2023      | Наталія Стребкова Тернопільська область          | Тетяна Когут Тернопільська область               | Іванна Потапчук Волинська область                |
| 2024      | Наталія Стребкова Тернопільська область          | Анна Жмурко Чернігівська область                 | Катерина Комар Рівненська область                |
| 2025      | Ганна Жмурко Чернігівська область                | Вікторія Бондарєва Дніпропетровська область      | Олена Пітірімова Київ                            |

## Біг на довгі дистанції

### 5000 метрів
| Чемпіонат | Золото                                    | Срібло                                   | Бронза                                    |
| --------- | ----------------------------------------- | ---------------------------------------- | ----------------------------------------- |
| 1992-1994 | чемпіонки не визначались                  |                                          |                                           |
| 1995      | Тамара Коба Дніпропетровська область      | Тетяна Біловол Одеська область           |                                           |
| 1996      | Олена В'язова Харківська область          | Тамара Коба Дніпропетровська область     | Тетяна Кривобок Донецька область          |
| 1997      | Тетяна Біловол Одеська область            | Тетяна Кривобок Донецька область         | Тетяна Джабраїлова Вінницька область      |
| 1998      | Тетяна Біловол Одеська область            | Наталія Беркут Чернігівська область      | Наталія Лагункова Чернігівська область    |
| 1999      | Світлана Нехорош Донецька область         | Віра Рагуліна Запорізька область         | Анжеліка Аверкова АР Крим                 |
| 2000      | Наталія Беркут Чернігівська область       | Олена Фадєєва Київ                       | Тетяна Головченко Сумська область         |
| 2001      | Тетяна Біловол Одеська область            | Світлана Нехорош Донецька область        | Марина Дуброва Київ                       |
| 2002      | Марина Дуброва Київ                       | Тетяна Головченко Сумська область        | Світлана Нехорош Донецька область         |
| 2003      | Наталія Сидоренко Донецька область        | Тетяна Головченко Сумська область        | Олена Фадєєва Київ                        |
| 2004      | Марина Дуброва Київська область           | Тетяна Головченко Сумська область        | Оксана Скляренко Дніпропетровська область |
| 2005      | Марина Дуброва Київська область           | Наталія Беркут Київська область          | Інна Лебедєва Київ                        |
| 2006      | Наталія Беркут Київська область           | Маргарита Лучиніна АР Крим               | Оксана Мілокумова Донецька область        |
| 2007      | Тетяна Головченко Сумська область         | Наталія Беркут Київська область          | Тетяна Кривобок Донецька область          |
| 2008      | Тетяна Головченко Сумська область         | Юлія Рубан Київська область              | Олена Сердюк Харківська область           |
| 2009      | Тетяна Головченко Сумська область         | Ганна Носенко Дніпропетровська область   | Олександра Азарова Київська область       |
| 2010      | Тетяна Головченко Сумська область         | Ольга Скрипак Чернігівська область       | Ганна Носенко Дніпропетровська область    |
| 2011      | Ольга Скрипак Чернігівська область        | Юлія Ігнатова Миколаївська область       | Олена Сердюк Харківська область           |
| 2012      | Анна Носенко Чернігівська область         | Вікторія Погорєльська Харківська область | Тетяна Головченко Сумська область         |
| 2013      | Вікторія Погорєльська Харківська область  | Яна Янош Полтавська область              | Тетяна Вернигор Харківська область        |
| 2014      | Анна Носенко Донецька область             | Вікторія Хапіліна Запорізька область     | Ольга Котовська Рівненська область        |
| 2015      | Валентина Жудіна Одеська область          | Вікторія Погорєльська Харківська область | Юлія Шматенко Херсонська область          |
| 2016      | Вікторія Погорєльська Харківська область  | Юлія Шматенко Херсонська область         | Тетяна Вернигор Харківська область        |
| 2017      | Юлія Шматенко Харківська область          | Вікторія Погорєльська Харківська область | Вікторія Калюжна Донецька область         |
| 2018      | Юлія Шматенко Харківська область          | Наталія Стребкова Тернопільська область  | Валерія Зіненко Полтавська область        |
| 2019      | Вікторія Калюжна Донецька область         | Марія Ходаківська Київська область       | Олеся Дідоводюк Закарпатська область      |
| 2020      | Юлія Шматенко Харківська область          | Валерія Зіненко Полтавська область       | Олеся Дідоводюк Закарпатська область      |
| 2021      | Олеся Дідоводюк Івано-Франківська область | Анна Міщенко Харківська область          | Марина Немченко Донецька область          |
| 2022      | Вікторія Калюжна Донецька область         | Євгенія Прокоф'єва Київ                  | Вікторія Шкурко Київська область          |
| 2023      | Вікторія Калюжна Донецька область         | Марина Немченко Донецька область         | Вікторія Шкурко Київська область          |
| 2024      | Вікторія Калюжна Донецька область         | Марія Мазуренко Київ                     | Ольга Нижник Київ                         |
| 2025      | Валерія Зіненко Донецька область          | Вікторія Шкурко Київська область         | Вікторія Калюжна Донецька область         |

### 10000 метрів
| Чемпіонат | Золото                                    | Срібло                                      | Бронза                                    |
| --------- | ----------------------------------------- | ------------------------------------------- | ----------------------------------------- |
| 1992      | Наталія Лагункова Чернігівська область    | Ніна Анікієнко Київ                         | Наталія Репешко Київська область          |
| 1993      | Олена В'язова Харківська область          | Тетяна Джабраїлова АР Крим                  | Римма Дубовик Миколаївська область        |
| 1994      | Наталія Воробйова АР Крим                 | Римма Дубовик Миколаївська область          | Ілона Барванова АР Крим                   |
| 1995      | Тетяна Позднякова Вінницька область       | Зоя Казновська Вінницька область            |                                           |
| 1996      | Олена В'язова Харківська область          | Олена Пластиніна Закарпатська область       | Римма Дубовик Миколаївська область        |
| 1997      | Римма Дубовик Вінницька область           | Зоя Казновська Запорізька область           | Олена Пластиніна Закарпатська область     |
| 1998      | Римма Дубовик Вінницька область           | Тетяна Гладир Миколаївська область          | Тетяна Зуєва Одеська область              |
| 1999      | Світлана Нехорош Донецька область         | Анжеліка Аверкова АР Крим                   | Тетяна Гладир Миколаївська область        |
| 2000      | Наталія Беркут Чернігівська область       | Анжеліка Аверкова АР Крим                   | Олена Пластиніна Закарпатська область     |
| 2001      | Наталія Беркут Київська область           | Світлана Нехорош Донецька область           | Ілона Барванова АР Крим                   |
| 2002      | Наталія Беркут Київська область           | Ольга Козел Запорізька область              | Світлана Нехорош Донецька область         |
| 2003      | Наталія Беркут Київська область           | Ілона Барванова АР Крим                     | Тетяна Гладир Миколаївська область        |
| 2004      | Наталія Беркут Київська область           | Олеся Дубовик Тернопільська область         | Тетяна Гладир Миколаївська область        |
| 2005      | Наталія Беркут Київська область           | Ілона Барванова АР Крим                     | Оксана Скляренко Дніпропетровська область |
| 2006      | Оксана Скляренко Дніпропетровська область | Юлія Рубан Київська область                 | Маргарита Лучиніна АР Крим                |
| 2007      | Наталія Беркут Київська область           | Тетяна Кривобок Донецька область            | Ілона Барванова АР Крим                   |
| 2008      | Наталія Беркут Київська область           | Оксана Скляренко Дніпропетровська область   | Юлія Ігнатова Одеська область             |
| 2009      | Тетяна Головченко Сумська область         | Тетяна Філонюк Хмельницька область          | Юлія Ігнатова Одеська область             |
| 2010      | Тетяна Головченко Сумська область         | Юлія Рубан Київська область                 | Юлія Ігнатова Одеська область             |
| 2011      | Тетяна Головченко Сумська область         | Олена Сердюк Харківська область             | Юлія Рубан Київська область               |
| 2012      | Тетяна Головченко Сумська область         | Ольга Скрипак (Нижник) Чернігівська область | Олена Сердюк Харківська область           |
| 2013      | Тетяна Вернигор Харківська область        | Анна Носенко Чернігівська область           | Катерина Карманенко Рівненська область    |
| 2014      | Ольга Скрипак (Нижник) Київ               | Тетяна Головченко Сумська область           | Анна Носенко Донецька область             |
| 2015      | Ольга Скрипак (Нижник) Київ               | Ольга Котовська Рівненська область          | Тетяна Кузубова Харківська область        |
| 2016      | Ольга Котовська Рівненська область        | Юлія Шматенко Харківська область            | Дар'я Михайлова Київська область          |
| 2017      | Вікторія Калюжна Донецька область         | Юлія Шматенко Харківська область            | Ольга Котовська Рівненська область        |
| 2018      | Євгенія Прокоф'єва Київ                   | Ольга Котовська Рівненська область          | Валерія Зіненко Полтавська область        |
| 2019      | Дар'я Михайлова Київська область          | Валерія Зіненко Полтавська область          | Ольга Котовська Рівненська область        |
| 2020      | Валерія Зіненко Полтавська область        | Євгенія Прокоф'єва Київ                     | Богдана Семьонова Донецька область        |
| 2021      | Валерія Зіненко Київська область          | Євгенія Прокоф'єва Київ                     | Ольга Скрипак (Нижник) Київ               |
| 2022      | Валерія Зіненко Донецька область          | Вікторія Калюжна Донецька область           | Євгенія Прокоф'єва Київ                   |
| 2023      | Валерія Зіненко Донецька область          | Вікторія Калюжна Донецька область           | Марія Мазуренко Київ                      |
| 2024      | Марина Немченко Київ                      | Євгенія Прокоф'єва Київ                     | Вікторія Калюжна Донецька область         |
| 2024      | Вікторія Калюжна Донецька область         | Вікторія Шкурко Київська область            | Ольга Нижник Київ                         |
| 2025      | Вікторія Калюжна Донецька область         | Вікторія Шкурко Київська область            | Ольга Нижник Київ                         |

## Бар'єрний біг

### 100 метрів з бар'єрами
| Чемпіонат | Золото                            | Срібло                                 | Бронза                                      |
| --------- | --------------------------------- | -------------------------------------- | ------------------------------------------- |
| 1992      | Олена Політика Харківська область | Наталія Колованова Харківська область  | Олена Алістратенко Дніпропетровська область |
| 1993      | Надія Бодрова Харківська область  | Людмила Христосенко Луганська область  |                                             |
| 1994      | Надія Бодрова Харківська область  |                                        |                                             |
| 1995      | Олена Овчарова (Красовська) Київ  | Надія Бодрова Харківська область       |                                             |
| 1996      | Надія Бодрова Харківська область  | Наталія Григор'єва Харківська область  | Олена Овчарова (Красовська) Київ            |
| 1997      | Майя Шемчишена Одеська область    | Тетяна Терещук Луганська область       | Оксана Кучма Харківська область             |
| 1998      | Олена Красовська Київ             | Надія Бодрова Харківська область       | Майя Шемчишена Одеська область              |
| 1999      | Олена Красовська Київ             | Майя Шемчишена Харківська область      | Надія Бодрова Харківська область            |
| 2000      | Олена Красовська Київ             | Надія Бодрова Харківська область       | Майя Шемчишена Харківська область           |
| 2001      | Олена Красовська Київ             | Тетяна Ладовська Київська область      | Майя Шемчишена Харківська область           |
| 2002      | Олена Красовська Київ             | Тетяна Ладовська Київська область      | Майя Шемчишена Рівненська область           |
| 2003      | Олена Красовська Київ             | Євгенія Снігур Харківська область      | Станіслава Пугачова Харківська область      |
| 2004      | Олена Красовська Київ             | Тетяна Ладовська Київська область      | Євгенія Снігур Харківська область           |
| 2005      | Євгенія Снігур Харківська область | Марина Гавриш Черкаська область        | Наталія Забродська Одеська область          |
| 2006      | Євгенія Снігур Харківська область | Наталія Забродська Одеська область     | Анна Плотіцина Харківська область           |
| 2007      | Євгенія Снігур Харківська область | Олена Красовська Київ                  | Наталія Забродська Одеська область          |
| 2008      | Євгенія Снігур Харківська область | Олена Красовська Київ                  | Наталія Забродська Одеська область          |
| 2009      | Євгенія Снігур Харківська область | Наталія Забродська Одеська область     | Ганна Бабич Київська область                |
| 2010      | Євгенія Снігур Харківська область | Олена Красовська Київ                  | Наталія Забродська Одеська область          |
| 2011      | Євгенія Снігур Харківська область | Олена Яновська Волинська область       | Юлія Синяченко Черкаська область            |
| 2012      | Євгенія Снігур Харківська область | Анна Плотіцина Харківська область      | Олена Яновська Волинська область            |
| 2013      | Анна Плотіцина Харківська область | Юлія Должкова Дніпропетровська область | Олена Яновська Київ                         |
| 2014      | Анна Плотіцина Харківська область | Олена Яновська Вінницька область       | Оксана Шкурат Сумська область               |
| 2015      | Анна Плотіцина Харківська область | Юлія Должкова Дніпропетровська область | Оксана Шкурат Сумська область               |
| 2016      | Анна Плотіцина Харківська область | Олена Яновська Вінницька область       | Оксана Шкурат Сумська область               |
| 2017      | Анна Плотіцина Київська область   | Ганна Чубковцова Київ                  | Юлія Должкова Київ                          |
| 2018      | Анна Плотіцина Київська область   | Ганна Чубковцова Київ                  | Наталія Ручківська Київ                     |
| 2019      | Анна Плотіцина Київська область   | Оксана Шкурат Сумська область          | Ганна Чубковцова Київ                       |
| 2020      | Анна Плотіцина Київська область   | Ганна Чубковцова Київ                  | Олена Яновська Вінницька область            |
| 2021      | Ганна Чубковцова Київ             | Анна Плотіцина Київська область        | Наталія Юрчук Київ                          |
| 2022      | Анна Плотіцина Київська область   | Ганна Чубковцова Київ                  | Наталія Юрчук Рівненська область            |
| 2023      | Анна Плотіцина Київська область   | Наталія Юрчук Рівненська область       | Кристина Юрчук Донецька область             |
| 2024      | Анна Плотіцина Київ               | Ірина Будзинська Київ                  | Наталія Юрчук Рівненська область            |
| 2025      | Наталія Юрчук Рівненська область  | Ганна Чубковцова Київ                  | Галина Матвій Львівська область             |

### 400 метрів з бар'єрами
| Чемпіонат | Золото                                             | Срібло                                           | Бронза                                      |
| --------- | -------------------------------------------------- | ------------------------------------------------ | ------------------------------------------- |
| 1992      | Людмила Ходасевич Дніпропетровська область         | Тетяна Фарафонова (Дебела) Київ                  | Галина Кащеєва Дніпропетровська область     |
| 1993      | Олена Павлова Миколаївська область                 |                                                  | Алла Шилкіна Київ                           |
| 1994      | Тетяна Терещук Луганська область                   |                                                  |                                             |
| 1995      | Людмила Ходасевич Дніпропетровська область         |                                                  | Інна Неплюєва Одеська область               |
| 1996      | Тетяна Терещук Луганська область                   | Ірина Ленська Львівська область                  | Тетяна Дебела Дніпропетровська область      |
| 1997      | Тетяна Дебела Дніпропетровська область             | Алла Оринчук Вінницька область                   | Людмила Кравчук Житомирська область         |
| 1998      | Тетяна Дебела Дніпропетровська область             | Наталія Алексєєва Київська область               | Алла Оринчук Вінницька область              |
| 1999      | Тетяна Терещук Київ                                | Тетяна Дебела Дніпропетровська область           | Інна Цуд Житомирська область                |
| 2000      | Тетяна Дебела Дніпропетровська область             | Інна Цуд Житомирська область                     | Олена Кореневська Донецька область          |
| 2001      | Тетяна Терещук Київ                                | Тетяна Дебела Дніпропетровська область           | Анастасія Рабченюк Дніпропетровська область |
| 2002      | Тетяна Дебела Дніпропетровська область             | Анастасія Рабченюк Дніпропетровська область      | Олена Кореневська Донецька область          |
| 2003      | Анастасія Рабченюк Дніпропетровська область        | Ганна Бордюгова Київ                             | Тетяна Дебела Дніпропетровська область      |
| 2004      | Анастасія Рабченюк Дніпропетровська область        | Марія Іванова Кіровоградська область             | Оксана Волосюк Дніпропетровська область     |
| 2005      | Анастасія Рабченюк Дніпропетровська область        | Оксана Волосюк Дніпропетровська область          | Марія Опря (Іванова) Кіровоградська область |
| 2006      | Анастасія Рабченюк Київ                            | Тетяна Терещук-Антіпова Дніпропетровська область | Марія Опря (Іванова) Кіровоградська область |
| 2007      | Анастасія Рабченюк Київ                            | Анна Рибакова Одеська область                    | Марія Опря (Іванова) Кіровоградська область |
| 2008      | Анастасія Рабченюк Київ                            | Анна Тітімець Дніпропетровська область           | Оксана Волосюк Дніпропетровська область     |
| 2009      | Анна Рижикова Дніпропетровська область             | Оксана Волосюк Дніпропетровська область          | Яна Корнута Запорізька область              |
| 2010      | Анна Тітімець Дніпропетровська область             | Анна Рижикова Дніпропетровська область           | Оксана Волосюк Дніпропетровська область     |
| 2011      | Анастасія Лебідь (Алієва) Дніпропетровська область | Юлія Синяченко Черкаська область                 | Олена Колесніченко Рівненська область       |
| 2012      | Анна Тітімець Дніпропетровська область             | Анна Ярощук (Рижикова) Дніпропетровська область  | Олена Колесніченко Рівненська область       |
| 2013      | Юлія Сухотська Житомирська область                 | Марія Миколенко Чернігівська область             | Тетяна Мельник Кіровоградська область       |
| 2014      | Анна Тітімець Дніпропетровська область             | Олена Колесніченко Рівненська область            | Вікторія Ніколенко Київ                     |
| 2015      | Вікторія Ткачук Донецька область                   | Анна Рижикова Дніпропетровська область           | Марія Миколенко Чернігівська область        |
| 2016      | Анна Тітімець Дніпропетровська область             | Олена Колесніченко Рівненська область            | Вікторія Ткачук Донецька область            |
| 2017      | Вікторія Ткачук Донецька область                   | Марія Миколенко Чернігівська область             | Вікторія Ніколенко Черкаська область        |
| 2018      | Анна Рижикова Київ                                 | Марія Миколенко Донецька область                 | Вікторія Ткачук Донецька область            |
| 2019      | Анна Рижикова Дніпропетровська область             | Марія Миколенко Донецька область                 | Олена Колесніченко Вінницька область        |
| 2020      | Вікторія Ткачук Донецька область                   | Марія Миколенко Донецька область                 | Тетяна Безшийко Черкаська область           |
| 2021      | Вікторія Ткачук Донецька область                   | Марія Миколенко Донецька область                 | Тетяна Безшийко Черкаська область           |
| 2022      | Марія Миколенко Донецька область                   | Тетяна Безшийко Черкаська область                | Анна Цибульник Сумська область              |
| 2023      | Анна Рижикова Дніпропетровська область             | Марія Буряк Київ                                 | Марія Миколенко Донецька область            |
| 2024      | Анна Рижикова Дніпропетровська область             | Марія Буряк Київ                                 | Ярослава Ялисоветська Полтавська область    |
| 2025      | Вікторія Ткачук Донецька область                   | Анна Орлова Дніпропетровська область             | Наталя Пироженко-Чорномаз Київ              |

## Естафетний біг

### 4×100 метрів
| Чемпіонат | Золото                                                                                     | Срібло                                                                                     | Бронза                                                                                      |
| --------- | ------------------------------------------------------------------------------------------ | ------------------------------------------------------------------------------------------ | ------------------------------------------------------------------------------------------- |
| 1992      | чемпіонки не визначались                                                                   |                                                                                            |                                                                                             |
| 1993      | Донецька областьАнжеліка Шевчук Анжела Кравченко Людмила Антонова Ольга Лисакова (Міщенко) | Харківська областьСвітлана Біктіна Олена Насонкіна Олена Політика Наталія Колованова       |                                                                                             |
| 1994      | Україна Анжеліка Шевчук Вікторія Фоменко Анжела Кравченко Антоніна Слюсар                  |                                                                                            |                                                                                             |
| 1995      | Дніпропетровська областьОлена Алістратенко Тетяна Ткаліч Ірина Слюсар Оксана Левенець      | Харківська областьАльона Сухорученко Вікторія Фоменко Наталія Мауріна Олена Насонкіна      | Миколаївська областьЛариса Мосійчук Олена Павлова Ірина Діденко Оксана Кочеткова (Ілюшкіна) |
| 1996      | Харківська областьНаталія Григор'єва Оксана Гуськова Наталія Мауріна Вікторія Фоменко      | Донецька областьАнжела Кравченко Світлана Шубіна Ольга Міщенко Тетяна Лук'янченко          | Дніпропетровська областьОксана Варванович Лариса Кунченко Ольга Кобзенко Антоніна Слюсар    |
| 1997      | УкраїнаАнжела Кравченко Вікторія Фоменко Оксана Гуськова Ірина Пуха                        | Харківська областьМайя Шемчишена Оксана Кучма Наталія Мауріна Євгенія Савіна               | Луганська областьЛюдмила Христосенко Яна Мануйлова Юлія Спіріна Тетяна Терещук              |
| 1998      | УкраїнаАнжеліка Шевчук Тетяна Лук'яненко Анжела Кравченко Ірина Пуха                       | Харківська область-1Оксана Гуськова Тетяна Ткаліч Наталія Мауріна Майя Шемчишена           | Харківська область-2Євгенія Савіна Зоя Мауріна Юлія Ішкова Олена Пастушенко                 |
| 1999      | Харківська область-1Оксана Гуськова Вікторія Фоменко Тетяна Ткаліч Майя Шемчишена          | Донецька областьАнжеліка Шевчук Ольга Міщенко Анжела Кравченко Тетяна Лук'яненко (Боненко) | Харківська область-2Наталія Мауріна Олена Бородінова Ірина Макогон Олександра Рижкова       |
| 2000      | УкраїнаОксана Гуськова (Кайдаш) Анжела Кравченко Олена Пастушенко Ірина Пуха               | Харківська областьОксана Кучма Ірина Кожемякіна Юлія Панасейко Майя Шемчишена              | Миколаївська областьІнна Кучеренко Наталія Макух Юлія Щербина Наталія Вдовиченко            |
| 2001      | Миколаївська областьНаталія Макух Наталія Дем'янцева Інна Кучеренко Наталія Журавльова     | Харківська областьВікторія Молчанова Катерина Чернявська Олена Чебану Тетяна Ткаліч        | Львівська областьЮлія Яронтовська Мирослава Ванько Ірина Смага Тетяна Митроган              |
| 2002      | Миколаївська областьНаталія Макух Наталія Дем'янцева Інна Кучеренко Наталія Журавльова     | Харківська областьВікторія Молчанова Катерина Чернявська Олена Чебану Тетяна Ткаліч        | Львівська областьЮлія Яронтовська Мирослава Ванько Ірина Смага Тетяна Митроган              |
| 2003      | УкраїнаІрина Кожемякіна Анжела Кравченко Тетяна Ткаліч Марина Майданова                    | Донецька областьОльга Петрова Ірина Штангеєва Людмила Ніколенко Тетяна Боненко             | Дніпропетровська областьМарина Саєнко Наталія Шрамко Інна Ярова Ксенія Грачова              |
| 2004—2005 | чемпіонки не визначались                                                                   |                                                                                            |                                                                                             |
| 2006      | Україна-1Олена Чебану Ірина Штангеєва Галина Тонковид Ірина Шепетюк                        | Україна-2Юлія Баликіна Ольга Андреєва Лізет Ассегбеде Наталя Погребняк                     | Полтавська областьГанна Мельниченко Інна Сушко Вікторія Теплуха Наталія Федоренко           |
| 2007      | Донецька областьІрина Штангеєва Марія Рємєнь Дарина Приступа Анжела Кравченко              | Івано-Франківська областьОльга Андрєєва Христина Стуй Оксана Кирилович Ірина Шепетюк       | Харківська областьОлена Чебану Олена Пастушенко Вікторія Жнякіна Вікторія Войнова           |
| 2008      | Донецька областьМарія Рємєнь Аліна Хмеленко Дарина Приступа Маргарита Шевчук               | Івано-Франківська областьОксана Кирилович Христина Стуй Марта Кудла Юлія Пташник           | Чернівецька областьРуслана Цихоцька Катерина Щочкіна Севіль Ібрагімова Олена Парнета        |
| 2009      | чемпіонки не визначались                                                                   |                                                                                            |                                                                                             |
| 2010      | Харківська область-1Уляна Лепська Наталя Погребняк Анна Венгрус Дар'я Піжанкова            | Донецька областьВікторія Корконішко Аліна Логвиненко Маргарита Шевчук Умеренкова Ганна     | Харківська область-2Олена Алексеєнко Андрєєва Ольга Анна Плотіцина Юлія Ірхіна              |
| 2011      | Львівська областьІрина Савка Ірина Васьків Ірина Корнєва Олена-Ольга Александрович         | Запорізька областьЮлія Семчишина Ірина Кравченко Алла Ковальова Тетяна Давиденко           | Сумська областьОлена Ковальова Марія Євтушенко Тетяна Махотіна Вікторія Кащеєва             |
| 2012      | Харківська областьАнна Луньова Вікторія Молчанова Анна Плотіцина Олена Чебану              | Львівська областьІрина Савка Ірина Корнєва Ірина Васьків Олена-Ольга Александрович         | Запорізька областьЮлія Фенухіна Юлія Семчишина Тетяна Давиденко Алла Ковальова              |
| 2013      | Львівська областьОльга Горшкова Ірина Савка Ірина Васьків Ірина Корнєва                    | Запорізька областьЮлія Фенухіна Ольга Пушкіна Ольга Семчишина Ксенія Курнавіна             | Житомирська областьМарія Ковальчук Марина Ячнік Анастасія Шиманська Олександра Сіліна       |
| 2014      | Донецька областьАнатасія Голєнєва Ірина Скитська Вікторія Ткачук Дар'я Лунякіна            | Київська областьТетяна Шевченко Ксенія Карандюк Анастасія Черемісіна Анастасія Міщенко     | Дніпропетровська областьКатерина Гудкова Тетяна Компанієць Олена Глєбова Оксана Ботурчук    |
| 2015      | Харківська областьЛейля Аджаметова Олена Маляренко Катерина Слюсаренко Жанна Ярушевська    | Збірна областей Марія Євтушенко Оксана Шкурат Марія Миколенко Ганна Красуцька              | Кіровоградська область Яна Качур Ганна Гвритішвілі Катерина Дзюбіна Марина Паладій          |
| 2016      | Житомирська областьАльона Леонова Олександра Потіха Анна Захарчук Анна Дроздова            | Черкаська областьІнна Сомик Сніжана Лашкул Анастасія Кобилка Олена Сокур                   | не вручалась                                                                                |
| 2017      | Сумська областьДарина Косенко Дарина Маслюк Вікторія Луніка Анастасія Шишняк               | Житомирська областьАльона Леонова Марія Чорна Олександра Потіха Анастасія Сухотська        | Львівська областьРомана Харченко Рената Механчук Іванна Остимчук Лілія Коваль               |
| 2018      | Житомирська областьВасилина Домбровська Марина Чорна Юлія Сухотська Анна Захарчук          | Черкаська областьКатерина Стоян Світлана Марусенко Юлія Фінашкіна Анастасія Нікітіна       | Миколаївська областьДіана Ткаченко Анастасія Геракова Аліна Корсунська Дар'я Косюга         |
| 2019      | Сумська областьОксана Шкурат Цибульник Анна Дарина Маслюк Анастасія Шишняк                 | Вінницька областьІнна Ковтун Юлія Чехівська Ганна Тимченко Марія Черкас                    | Житомирська областьВасилина Домбровська Марія Чорна Олександра Сіліна Юлія Сухотська        |
| 2020      | КиївІрина Панаріна Тетяна Мельник Ганна Чубковцова Яна Качур                               | Вінницька областьОлена Яновська Марія Черкас Юлія Чехівська Анна Дорофєєва                 | Харківська областьАнастасія Черненко Карина Файнберг Жанна Ярушевська Єва Подгородецька     |
| 2021      | КиївМарія Мокрова Іванна Аврамчук Наталія Юрчук Ганна Чубковцова                           | Харківська областьІрина Нерубальщик Ірина Бутенко Жанна Ярушевська Єва Подгородецька       | Сумська областьАнна Мельник Аліна Богданова Анна Цибульник Дарина Маслюк                    |
| 2022      | Сумська областьВалентина Авраменко Дарина Маслюк Анна Цибульник Діана Гончаренко           | Дніпропетровська областьВалентина Кисленко Аліна Кишкіна Тетяна Кайсен Анастасія Осокіна   | Чернівецька областьКатерина Драгінда Аліна Попадюк Вікторія Ватаманюк Ольга Юзва            |
| 2023      | Донецька областьВалентина Демченко Олена Радюк-Кючук Кристина Юрчук Вікторія Ткачук        | Сумська областьВалентина Авраменко Дарина Маслюк Аліна Ярошина Діана Гончаренко            | Вінницька областьАнна Дорофєєва Марія Черкас Юлія Спідчук Наталія Бесідовська               |
| 2024      | Збірна областей Анна Карандукова Діана Мирошніченко Юлія Клим'юк Єлизавета Шваб            | Сумська областьЛариса Голубовська Дарина Маслюк Інна Рибалка Діана Гончаренко              | Вінницька областьСофія Чумак Марія Черкас Анастасія Іванова Наталія Бесідовська             |
| 2025      | Львівська областьНаталія Лисак Олександра Жук Надія Нужна Галина Матвій                    | Черкаська областьОльга Гноєва Дарія Ополончик Вікторія Банира Анна Шевченко                | Волинська областьДіана Примачук Руфіна Котік Вікторія Оленич Карина Вегнер                  |

### 4×400 метрів
| Чемпіонат | Золото | Срібло                                                                                              | Бронза                                                                                               |
| --------- | --- | --------------------------------------------------------------------------------------------------- | --- |
| 1992      | чемпіонки не визначались                                                                                    | | |
| 1993      | Дніпропетровська областьОлена Марцонь (Буженко) Людмила Ходасевич Світлана Твердохліб Олена Щербань (Рурак) | Харківська областьЗоя Мауріна Наталія Циганова Олена Насонкіна Людмила Джигалова                    | Миколаївська областьАлла Ковпак Наталія Макух Оксана Кочеткова (Ілюшкіна) Ольга Маковецька           |
| 1994      | Дніпропетровська область U23Ірина Потемна Наталія Коробка Світлана Твердохліб Олена Марцонь (Буженко)       | Миколаївська область U23Оксана Кочеткова (Ілюшкіна) Тетяна Головкіна Наталія Макух Ольга Маковецька | |
| 1995      | Дніпропетровська областьЛюдмила Ходасевич Тетяна Ткаліч Світлана Твердохліб Олена Рурак                     | Миколаївська областьОлена Павлова Алла Ковпак Наталія Макух Оксана Кочеткова (Ілюшкіна)             | Харківська областьВікторія Фоменко Світлана Мирошник Наталія Мауріна Олена Насонкіна                 |
| 1996      | Харківська областьНаталія Мауріна Олена Буженко Олександра Рижкова Зоя Мауріна                              | Дніпропетровська областьНадія Зацаренко Світлана Твердохліб Тетяна Ткаліч Тетяна Дебела             | Житомирська областьТетяна Воровченко Тетяна Кравченко Наталія Алексеєва Інна Євсєєва                 |
| 1997      | Харківська областьНаталія Мауріна Майя Шемчишена Оксана Кучма Зоя Мауріна                                   | Донецька областьОльга Міщенко Юлія Голобородько Марина Макарова Наталія Волинець                    | Київська областьНаталія Пигида Ольга Мороз Олена Тернова Тетяна Мовчан                               |
| 1998      | Харківська областьТетяна Ткаліч Наталія Мауріна Зоя Мауріна Олена Буженко                                   | Донецька областьМарина Макарова Олена Тернова Ірина Ліщинська Ольга Міщенко                         | Запорізька областьГалина Місірук Марина Земзюліна Світлана Романовська Юлія Кумпан                   |
| 1999      | Харківська областьМайя Шемчишена Олена Буженко Вікторія Фоменко Тетяна Ткаліч                               | Донецька областьЮлія Гуртовенко (Кревсун) Наталія Сидоренко (Тобіас) Ольга Міщенко Марина Макарова  | Запорізька областьТетяна Воровченко Тетяна Петлюк Тетяна Терещук Ольга Фадєєва                       |
| 2000      | Донецька областьАнтоніна Єфремова Юлія Гуртовенко (Кревсун) Ольга Міщенко Марина Макарова                   | Миколаївська областьНаталія Вдовиченко Оксана Кочеткова (Ілюшкіна) Інна Кучеренко Наталія Макух     | Харківська областьОлена Бородінова Тетяна Дядченко Зоя Мауріна Олександра Рижкова                    |
| 2001      | УкраїнаТетяна Мовчан Тетяна Воровченко Тетяна Петлюк Тетяна Дебела                                          | Донецька областьМарина Макарова Антоніна Єфремова Олена Кореневська Юлія Гуртовенко (Кревсун)       | Харківська областьОлександра Рижкова Яна Мануйлова Тетяна Дядченко Тамара Волкова                    |
| 2002      | УкраїнаТетяна Мовчан Тетяна Воровченко Тетяна Петлюк Тетяна Дебела                                          | Донецька областьМарина Макарова Антоніна Єфремова Олена Кореневська Юлія Гуртовенко (Кревсун)       | Харківська областьОлександра Рижкова Яна Мануйлова Тетяна Дядченко Тамара Волкова                    |
| 2003      | Миколаївська областьНаталія Макух Наталія Журавльова Оксана Кочеткова (Ілюшкіна) Інна Кучеренко             | Донецька областьАнтоніна Єфремова Ірина Ліщинська Олена Кореневська Юлія Гуртовенко (Кревсун)       | Збірна областей Тетяна Мовчан Наталія Пигида Тетяна Петлюк Тетяна Дебела                             |
| 2004—2005 | чемпіонки не визначались                                                                                    | | |
| 2006      | Донецька областьГанна Медвецька Ганна Бєланова Вікторія Бутко Юлія Кревсун                                  | Харківська областьМарина Білаш Юлія Ірхіна Ніна Дегтярьова Олександра Болібок                       | Дніпропетровська областьВалерія Назарко Вікторія Стасенко Оксана Волосюк Марина Саєнко               |
| 2007      | Донецька областьАнтоніна Єфремова Юлія Кревсун Вікторія Бутко Анна Медвецька                                | КиївАнна Тітімець Катерина Буракова Лілія Лобанова Ксенія Карандюк                                  | Житомирська областьТетяна Українець Наталія Богатко Юлія Сухотська Тетяна Сметанникова               |
| 2008      | Харківська областьМарина Білаш Тамара Твердоступ Олександр Рижкова Юлія Ірхіна                              | Чернівецька областьВікторія Соколова Ірина Муравйова Ольга Михайличенко Наталія Лупу                | Запорізька областьОльга Борисенко-Пушкіна Яна Корнута Олександра Пейчева Поліна Безгінова            |
| 2009      | чемпіонки не визначались                                                                                    | | |
| 2010      | Дніпропетровська областьЮлія Баралей Ірина Головченко Анна Рижикова Анна Тітімець                           | Чернігівська областьОльга Бібік Ольга Завгородня Юлія Литвиненко Ольга Філіпова                     | Київська областьКатерина Балясникова Ганна Бабич-Кальногуз Ксенія Карандюк Ілона Дудко               |
| 2011      | Донецька областьМарія Шмідова Світлана Шмідт Дарина Приступа Аліна Логвиненко                               | Черкаська областьЮлія Олішевська Олена Продан Сніжана Лашкул Юлія Синяченко                         | Житомирська областьАнастасія Шиманська Юлія Сухотська Марія Мокашова Наталія Богатко                 |
| 2012      | Донецька областьДарина Приступа Вікторія Ткачук Людмила Потапенко Олена Сидорська                           | Дніпропетровська областьАнастасія Лебідь (Алієва) Ольга Бібік Ганна Печко Юлія Баралей              | КиївАнастасія Ковальова Юлія Краснощок Вікторія Ніколенко Ірина Муравйова                            |
| 2013      | Донецька областьДарина Приступа Аліна Логвиненко Лілія Лобанова Вікторія Ткачук                             | КиївАнастасія Ковальова Ольга Бібік Ольга Земляк Юлія Краснощок                                     | Рівненська областьОлена Колесніченко Наталія Прищепа (Кроль) Катерина Климюк (Карпюк) Яна Пятковська |
| 2014      | КиївОльга Бібік Вікторія Ніколенко Христина Стуй Юлія Краснощок                                             | Донецька областьДарина Приступа Аліна Логвиненко Вікторія Ткачук Людмила Потапенко                  | Київська областьЮлія Мороз Тетяна Шевченко Катерина Балясникова Ксенія Карандюк                      |
| 2015      | Вінницька областьЮлія Чехівська Джойс Коба Ольга Босак Наталія Березюк                                      | Житомирська область Наталія Лупу Олександра Сіліна Марія Макашова Юлія Сухотська                    | Донецька областьМарина Дуць Олена Сідорська Наталія Пироженко Аліна Логвиненко                       |
| 2016      | Житомирська областьАльона Леонова Анна Дроздова Тамара Левченко Олександра Потіха                           | Черкаська областьМарина Мошенець Інна Сомик Сніжана Лашкул Олена Сокур                              | не вручалась                                                                                         |
| 2017      | Донецька областьОлена Радюк Наталія Пироженко Аліна Логвиненко Вікторія Ткачук                              | Львівська областьРомана Харченко Лілія Коваль Іванна Остимчук Рената Механчук                       | Київська областьОлександра Сидор Альона Гордієнко Ксенія Карандюк Іванна Аврамчук                    |
| 2018      | Вінницька областьТетяна Дорошенко Інна Ковтун Марія Черкас Олена Колесніченко                               | Миколаївська областьАнастасія Геракова Діана Ткаченко Олександра Алексєєнко Дар'я Косюга            | Житомирська областьМарина Чорна Юлія Сухотська Аліса Матвієнко Василина Домбровська                  |
| 2019      | Вінницька областьІнна Ковтун Тетяна Дорошенко Марія Черкас Юлія Чехівська                                   | Житомирська областьВасилина Домбровська Марія Чорна Олександра Сіліна Юлія Сухотська                | Сумська областьАліна Титаренко Дарина Маслюк Оксана Шкурат Яна Тимошенко                             |
| 2020      | Донецька областьВікторія Ткачук Марія Миколенко (Позднякова) Олена Радюк-Кючук Аліна Логвиненко             | Вінницька областьІнна Ковтун Тетяна Дорошенко Марія Черкас Юлія Чехівська                           | Львівська областьЮлія Григор'єва (Гавриляк) Орися Дем'янюк Рената Механчук Мар'яна Шостак            |
| 2021      | Львівська областьЮлія Григор'єва (Гавриляк) Орися Дем'янюк Уляна Рачинська Мар'яна Шостак                   | Сумська областьАнна Мельник Євгенія Мучарова Дарина Маслюк Анна Цибульник                           | Житомирська областьОлександра Руденко Марина Чорна Дар'я Жданюк Матвієнко Аліса                      |
| 2022      | Дніпропетровська областьАнна Орлова Юлія Шуляр Евеліна Заїка Тетяна Кайсен                                  | Вінницька областьАнастасія Іванова Тетяна Дорошенко Анна Дорофєєва Марія Черкас                     | Сумська областьАліна Богданова Дарина Маслюк Євгенія Мучарова Анна Цибульник                         |
| 2023      | Дніпропетровська областьМарія Тимошенко Юлія Шуляр Евеліна Заїка Анна Орлова                                | Вінницька областьНаталія Бесідовська Анастасія Іванова Анна Дорофєєва Марія Черкас                  | Сумська областьІнна Рибалка Анна Цибульник Дарина Маслюк Євгенія Мучарова                            |
| 2024      | Львівська областьХристина Федущак Анна-Марія Хіміч Юлія Гавриляк Мар'яна Шостак                             | Донецька областьЄва Русінова Оксана Долинчук Марія Позднякова Валентина Демченко                    | КиївХристина Кузьменко Тетяна Оксенюк Анжеліка Бондар Поліна Науменко                                |
| 2025      | Львівська областьМарія Михалюк Юлія Гавриляк Анна-Марія Хіміч Мар'яна Шостак                                | КиївНаталія Бесідовська Наталя Пироженко-Чорномаз Анастасія Бризгіна Наталія Лупу                   | Донецька областьМарія Позднякова Оксана Долинчук Валентина Демченко Вікторія Ткачук                  |

### 4×400 метрів(змішаний)
| Чемпіонат  | Золото                                                                               | Срібло                                                                              | Бронза                                                                               |
| ---------- | ------------------------------------------------------------------------------------ | ----------------------------------------------------------------------------------- | ------------------------------------------------------------------------------------ |
| 1992-2017  | чемпіони не визначались                                                              |                                                                                     |                                                                                      |
| 2018       | Донецька областьКатерина Коваль Наталія Пироженко Олексій Кривошанов Євген Винничук  | Вінницька областьМарія Черкас Інна Ковтун Євген Павлович Олександр Недоснований     | Черкаська областьМаксим Бондаренко Безшийко Тетяна Олена Вакуленко Денис Нечипоренко |
| 2019       | Сумська областьАнастасія Шишняк Євгенія Мучарова Костянтин Ожійов Михайло Тютюнников | Вінницька областьІнна Ковтун Юлія Чехівська Андрій Ковальчук Олександр Недоснований | Житомирська областьМарія Чорна Василь Козій Юлія Сухотська Максим Костічев           |
| після 2019 | чемпіони не визначались                                                              |                                                                                     |                                                                                      |

### 4×800 метрів
| Чемпіонат  | Золото                                                                             | Срібло                                                                               | Бронза                                                                 |
| ---------- | ---------------------------------------------------------------------------------- | ------------------------------------------------------------------------------------ | ---------------------------------------------------------------------- |
| 1992—2015  | чемпіонки не визначались                                                           |                                                                                      |                                                                        |
| 2016       | Черкаська областьМарина Мошенець Валентина Михайлик Олена Сокур Вікторія Ніколенко | не вручалась                                                                         | не вручалась                                                           |
| 2017       | чемпіони не визначались                                                            |                                                                                      |                                                                        |
| 2018       | Вінницька областьОлена Лавренюк Ольга Мельничук Юлія Турлюк Тетяна Дорошенко       | Житомирська областьАліна Шевчук Олена Китиця (Коваль) Юлія Сухотська Наталія Трибель | Сумська областьТетяна Головченко Ірина Коваль Яна Нагорна Марія Радько |
| 2019       | Вінницька областьОлена Лавренюк Ольга Мельничук Юлія Турлюк Тетяна Дорошенко       | Сумська областьТетяна Головченко Вероніка Калашнікова Яна Тимошенко Марія Радько     | не вручалась                                                           |
| після 2019 | чемпіонки не визначались                                                           |                                                                                      |                                                                        |